# Boundary Bay
Boundary Bay är en vik vid den nordamerikanska stillahavskusten. Den ligger på gränsen mellan provinsen British Columbia i Kanada och delstaten Washington i USA.